# Lismore (Ierland)
Lismore (Lios Mór in het Iers) is een Ierse stad in County Waterford. De stad werd gesticht door de Mochuda, de heilig verklaarde eerste abt van klooster Lismore. Het gelijknamige bisdom werd in 659 opgericht en in 1363 samengevoegd tot bisdom Waterford & Lismore. De stad is de geboorteplaats van de scheikundige Robert Boyle.  

## Kasteel
Lismore Castle, gelegen op de plek van het vroegere klooster, staat op een steile heuvel die uitziet op de Blackwater vallei. Het is een uitdrukking van 800 jaren bemoeienis van Engeland met Ierland. De tuinen van het kasteel zijn open voor het publiek. De boventuin is een 17e-eeuwse ommuurde tuin, terwijl een groot deel van de informele benedentuin in de 19e eeuw werd ontworpen.

## Geboren
- Robert Boyle (1627-1691), filosoof en scheikundige/alchemist
- Dervla Murphy (1931-2022), schrijfster